# Ивановка (Волочисский район)
Ивановка (укр. Іванівка) — село в Волочисском районе Хмельницкой области Украины.
Население по переписи 2001 года составляло 288 человек. Почтовый индекс — 31220. Телефонный код — 3845. Занимает площадь 0,73 км². Код КОАТУУ — 6820984405.

## Местный совет
31220, Хмельницкая обл., Волочисский р-н, с. Ожиговцы